# Companhia da Nova Suécia

Novos Países Baixos (magenta) e Nova Suécia (azul)

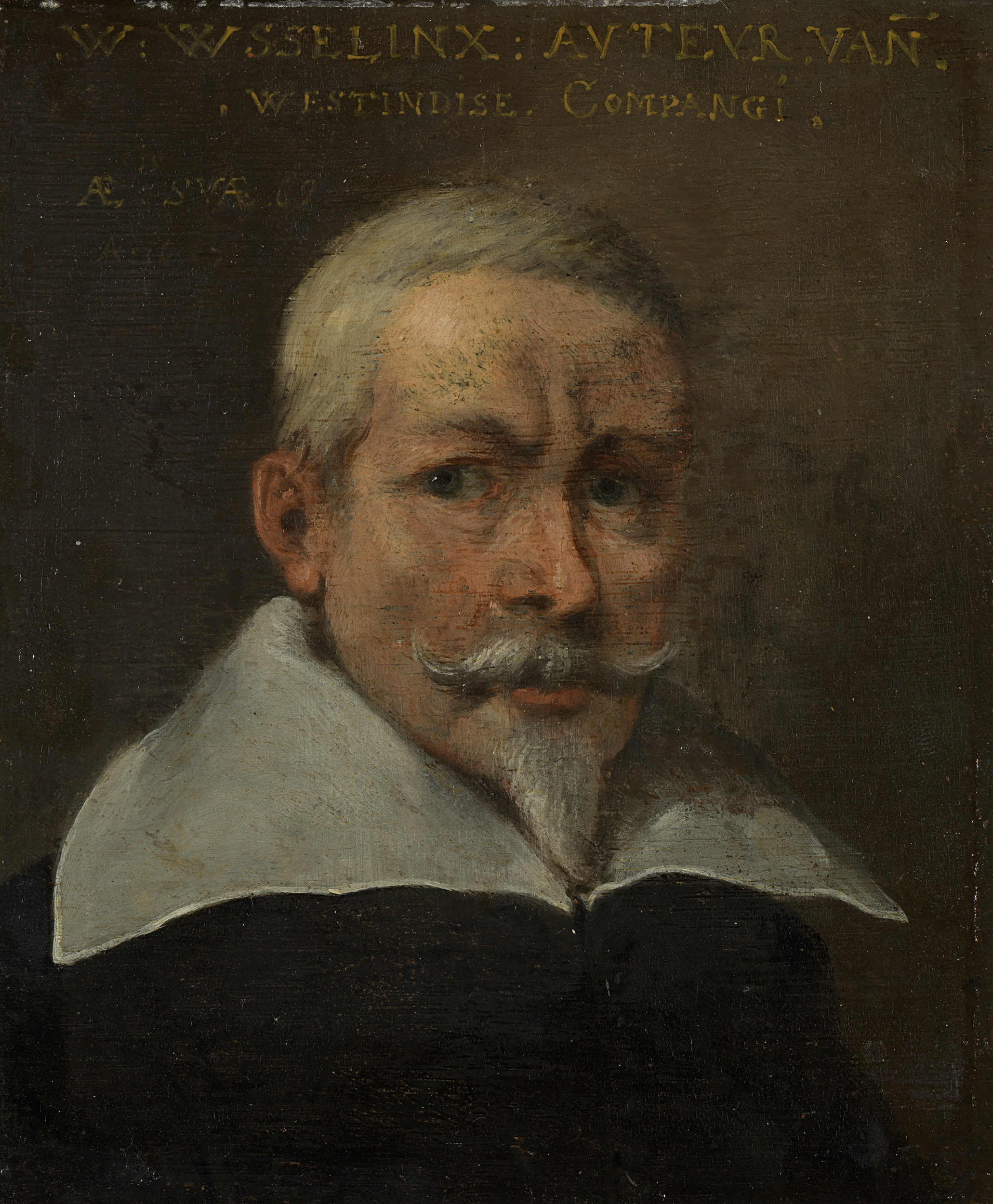
Willem Usselincx, fundador da Companhia Holandesa das Índias Ocidentais e da Companhia Sueca do Sul

A Companhia Sueca do Sul, também conhecida como Companhia da Nova Suécia ( em Sueco,Söderkompaniet ,Nya Sverige-kompaniet), era uma companhia majestática fundada na Suécia em 1626, que apoiava o comércio entre a Suécia e sua colônia Nova Suécia, na América do Norte. A colônia foi idealizada por seu pai fundador Willem Usselincx; viria a se tornar o primeiro projeto comercial transoceânico sueco.
Em 1649, perdeu o monopólio do tabaco concedido pelo rei da Suécia em 1641. Em 1655, a Nova Suécia foi anexada pelos Novos Países Baixos, o que pôs fim às atividades da Companhia da Nova Suécia, foi dissolvida em 1680.